# Каспар (Каліфорнія)
Каспар (англ. Caspar) — переписна місцевість (CDP) в США, в окрузі Мендосіно штату Каліфорнія. Населення — 500 осіб (2020).

## Географія
Каспар розташований за координатами 39°21′47″ пн. ш. 123°48′15″ зх. д. / 39.36306° пн. ш. 123.80417° зх. д. (39.363063, -123.804194).  За даними Бюро перепису населення США в 2010 році переписна місцевість мала площу 7,75 км², уся площа — суходіл.

## Демографія
Згідно з переписом 2010 року, у переписній місцевості мешкало 509 осіб у 252 домогосподарствах у складі 131 родини. Густота населення становила 66 осіб/км².  Було 336 помешкань (43/км²).
Расовий склад населення:
| - 93,1 % — білих - 1,6 % — азіатів - 0,6 % — чорних або афроамериканців |

До двох чи більше рас належало 4,1 %. Частка іспаномовних становила 2,9 % від усіх жителів.
За віковим діапазоном населення розподілялося таким чином: 10,0 % — особи молодші 18 років, 60,9 % — особи у віці 18—64 років, 29,1 % — особи у віці 65 років та старші. Медіана віку мешканця становила 57,1 року. На 100 осіб жіночої статі у переписній місцевості припадало 90,6 чоловіків;  на 100 жінок у віці від 18 років та старших — 90,8 чоловіків також старших 18 років.
Середній дохід на одне домашнє господарство  становив 69 873 долари США (медіана — 56 103), а середній дохід на одну сім'ю — 88 256 доларів (медіана — 71 815). За межею бідності перебувало 9,0 % осіб, у тому числі 0,0 % дітей у віці до 18 років та 6,3 % осіб у віці 65 років та старших.
Цивільне працевлаштоване населення становило 417 осіб. Основні галузі зайнятості: роздрібна торгівля — 18,9 %, освіта, охорона здоров'я та соціальна допомога — 12,9 %, науковці, спеціалісти, менеджери — 12,2 %, мистецтво, розваги та відпочинок — 12,0 %.